# Pyrgomorphella albini
Pyrgomorphella albini är en insektsart som först beskrevs av Lucien Chopard 1921.  Pyrgomorphella albini ingår i släktet Pyrgomorphella och familjen Pyrgomorphidae. Inga underarter finns listade i Catalogue of Life.